# John Kosmina
John Kosmina (Adelaide, 17 agosto 1956) è un allenatore di calcio ed ex calciatore australiano, di ruolo attaccante.